# Maria Canals (pianiste)
Pour les articles homonymes, voir Maria Canals et Canals.
Canals  Cendrós est un nom espagnol. Le premier nom de famille, en général paternel, est Canals ; le second, en général maternel, souvent omis, est Cendrós.
Maria Remei Canals i Cendrós (Barcelone, 12 mars 1914 – Barcelone, 28 juillet 2010) est une pianiste catalane. En 1982, le gouvernement français lui accorde la médaille de Chevalier de l’Ordre des Arts et des Lettres et en Espagne, en 1990 elle reçoit la Croix de Saint-Georges de la Généralité de Catalogne. Le Concours international de musique Maria Canals à Barcelone, destiné à de jeunes pianistes, porte son nom.

## Biographie
Maria Canals suit des études à l'École municipale de musique de Barcelone, avec son père Joaquim Canals et Lluís Millet. Elle se perfectionne avec Ricardo Viñes. En tant que soliste, elle commence jeune sa carrière internationale, en collaborant avec des orchestres à Paris, Lausana, Sanremo, Barcelone, etc. sous la direction d'éminents chefs d'orchestre, tels Herbert Brün, Maurice Le Roux, Jacques Bovy, Victor Desarzens, Eduard Toldrà, Joan Pich ou Farina. Parmi son répertoire étendu, figurent quelques-unes des œuvres de compositeurs catalans plus importants de la première moitié du XXe siècle, spécialement celles de Manuel Blancafort, avec qui elle a partagé une relation personnelle et musicale très intense.
Elle poursuit une remarquable activité pédagogique à l'Académie de musique Ars Nova, fondée avec son mari, le poète Rossend Llates en 1948. En 1954, est créé le Concours international de musique Maria Canals, de grand écho international pour lequel sont intervenues en tant que membres du jury, des personnalités importantes de la musique, tel le compositeur français, Roland-Manuel. Les concerts ont lieu au Palais de la musique catalane. Federico Mompou lui a dédié sa cinquième Canción y Danza (1942).
Parmi ses élèves figure la pianiste et compositrice Leonora Milà.
Maria Canals meurt le mercredi 28 juillet 2010 à Barcelone, à l'âge de 96 ans.

## Écrits
- Una vida dins la música, històries en rosa i negre [Une vie en musique, des histoires en rose et noir], Barcelone, Editorial Selecta, 1970
- Le Fou de Bor i cavitats de l'Alta Vall del Segre (colab. Carles Ribera i Ramón Viñas ; Barcelone, Montblanc, 1970)
- Quaranta anys de vida del Concurs d'Execució Musical, alguns records (présentation de Joan Rigol ; Barcelone, Abadia de Montserrat, 1998)